# Hídelve

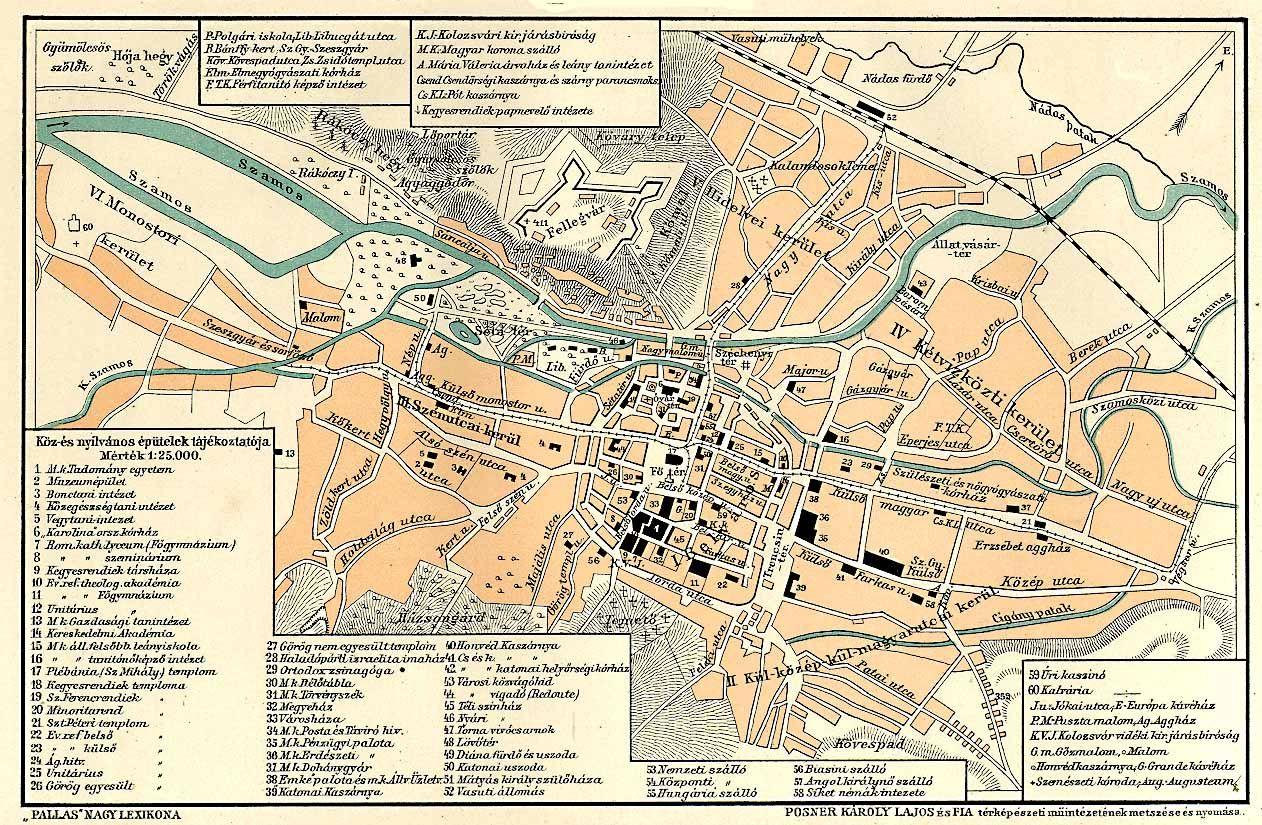
Kolozsvár térképe 1897-ből

Hídelve Kolozsvár egyik történelmi városrésze. A Kis-Szamos bal partján alakult ki, az egykori Híd-kapu előtt, a Fellegvár aljában. Főutcája a városközpontot és a vasútállomást összekötő egykori Nagy utca, később Ferenc József, ma Horea út. Egyike a 16-19. századi iratokban hóstátnak nevezett városrészeknek.

## Fekvése
A Hídelve az Óvártól északra fekszik (ettől a Kis-Szamos választja el) a folyó és a Fellegvár közé ékelődve. Északi határa a Nádas patak, amelyen túl a Kerekdomb fekszik. Fő közlekedési útvonala a Ferenc József út (korábban Nagy utca, ma Horea út), amely a belvárost köti össze a vasútállomással. A másik fő útvonal a Kis-Szamos partján végigfutó Árpád utca (ma Traian).

## Története

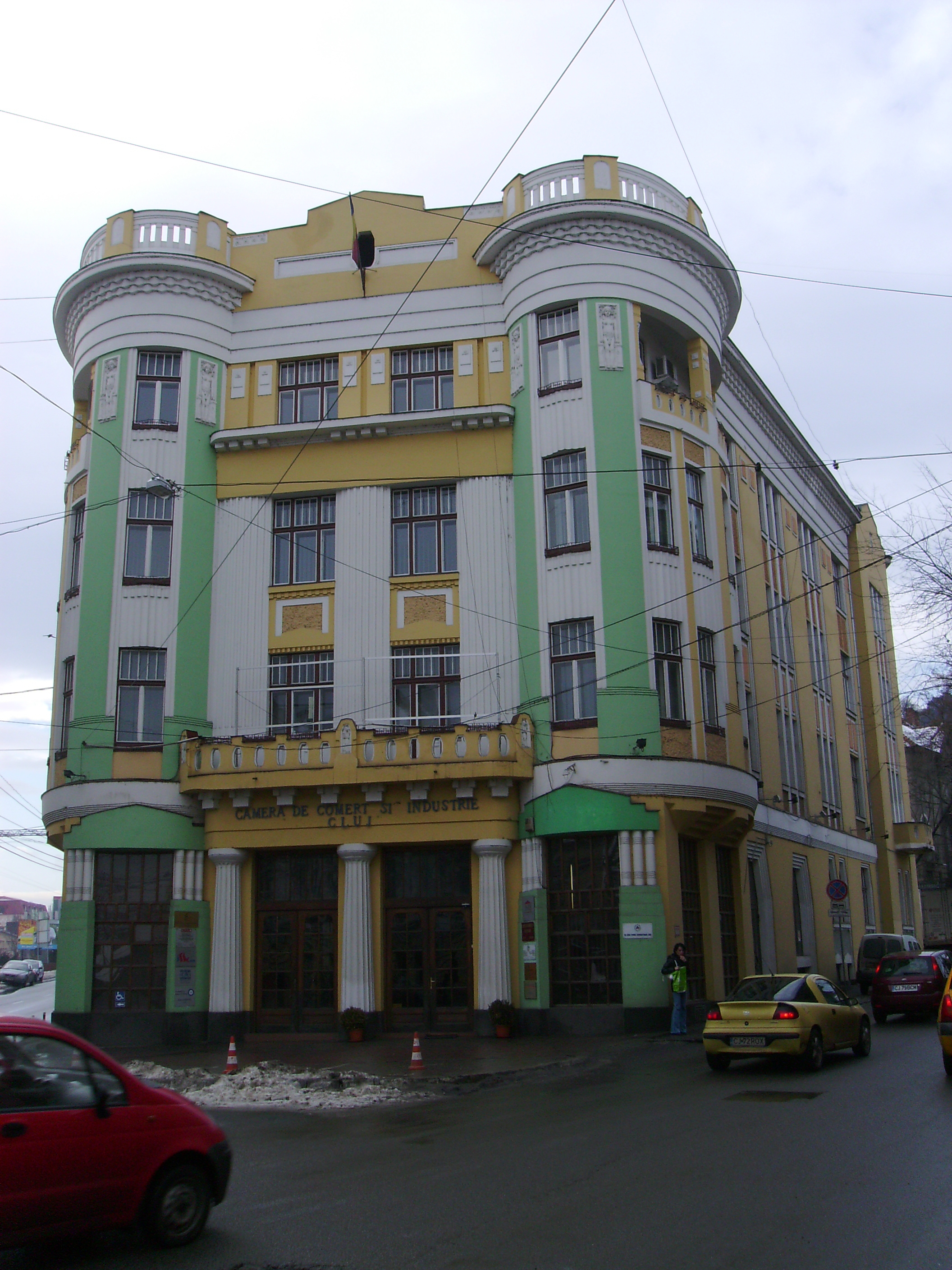
Az Astoria

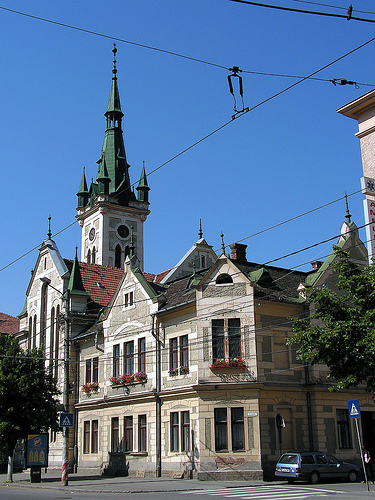
A református templom

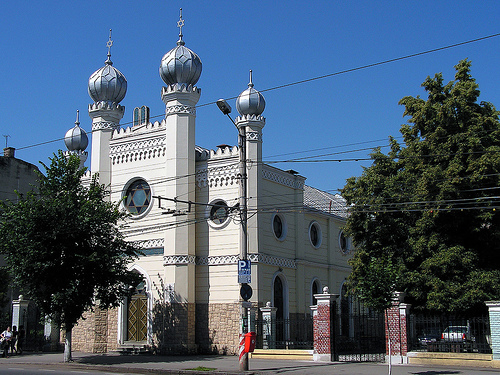
A neológ zsinagóga

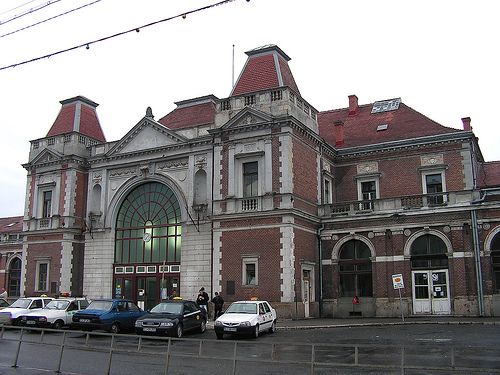
A vasútállomás

A Kis-Szamos bal partján alakult ki az egykori Híd-kapu előtti térségben, a Fellegvár alatt. Először 16. századi források említik a többi külvárossal együtt, a város egyik hóstátjaként. Jellemző volt, hogy az összes várfalakon belüli fertálynak illetve azok főutcáinak egy-egy várfalakon kívüli része is volt. A Hídelve az Óvár falakon kívüli része volt, erről korabeli iratok is tanúskodnak, amelyekben Vetus extra moenia (jelentése falakon kívüli Óvár) néven említik. A Hídelve, a szinte kizárólag szászok lakta kolozsvári Óvárral együtt, Kolozsvár Vetus (Castrum) nevű fertályát képezte, ahol az óvári polgárok majorjai és kertjei, fennebb a Kőmálon pedig szőlei feküdtek. Hídelve kialakulását illetően, megállapítható az európai városkutatás azon megfigyelése, miszerint a folyó mentén létesült városok hídjainál törvényszerűen külvárosok alakulnak ki, mint például München és Regensburg esetében.
A kolozsvári hóstátok közül a Hídelvéről maradt fenn a legtöbb adat. A külvárost, amelyet zömmel szászok laktak a 16-17. századi adókönyvek Neustadt, gyakrabban azonban Neustift néven említettek. Az utóbbi megnevezés valószínűleg arra utal, hogy a Hídelve magja az egykori Szent Erzsébet ispotály volt. Az egykori ispotályról kevés adat létezik, valószínűleg a 13. század végén, 14. század elején létesítették. Írott forrásban először 1332-ben szerepel. A 16−17. századi iratok pedig pontosabban is megjelölik a helyét: a Szamos-hídon túl, a Híd-utcában állt. A hídelvei épületegyüttes véglegesen a kuruc kor harcaiban pusztulhatott el. Vélt romjaira az 1959-ben, a mai Astoria szálló alatt végzett ásatások során bukkantak. A egykori Metropol szálló építésekor, 1910-ben, majd 1941-ben egykori sírokat bolygattak meg, ami arra utal, hogy a Szent Erzsébet ispotály maradványai a mai Astoria szálló és a Horea úti benzinkút közötti területen lappanganak. Ugyancsak a korabeli iratokból ismert, hogy az ispotályt a kolozsvári németajkú lakosság tartotta fenn.
A 17. századi iratok arról tesznek említést, hogy a Fellegvár erre néző oldalán, a Kőmálon, szőlőtermesztéssel foglalkozó szász családok kertjei voltak. A megszilárduló, állandó ottani tartózkodásra is alkalmas külvárosok lakói közül soknak belvárosi ingatlana is volt, ezért városostromok idején behúzódtak a városba, ahol még évekig éltek. E kettős birtoklás miatt ostromok idején a külső részek elpusztítása a falakon belül élők számára is rendkívül jelentős veszteség volt. Ezt természetesen az ostromlók is tudták, és a város megtörése érdekében rendszeresen felgyújtották a külvárosokat.
A korabeli telek és népesség összeírások arról tanúskodnak, hogy a város házainak nagy része fából készült. Ez a magyarázata, hogy többször is nagyobb tüzek pusztítottak, mint például 1689. május 17-én, amikor Hídelve nagy része elpusztult. 1720-ban és 1738-ban pestisjárvány, 1723-ban újabb tűzvész pusztította a várost. 1704 áprilisában kuruc seregek érkeztek Kolozsvár falai alá. Az összecsapásban leégett Hídelve külső része.
A Hídelvét a 19. század második feléig szinte csak földészek lakták, akiknek birtokai a Kőmál oldalára nyúltak fel. Az első bérpaloták a 19. század végén épültek meg, miután a városrész fő közlekedési útvonala, a Ferenc József út (ma Horea) végében felépült a vasútállomás. A 19. század végén végbevitt közigazgatási rendezés során a Hídelve Kolozsvár V. kerülete lett. Arculatát mai napig megőrizte.
A második világháború során, 1944. június 2-án az amerikai légierő bombázása következtében találat érte a Marianum hátsó szárnyát, földig rombolódott a Református Kórház épülete, a vasútállomás épületének nagyobb része, és súlyosan károsodott a Horthy út számos háza.

## Nevezetes épületei
- Bak-palota (a Szamos hídelvi, bal partján, baloldalt) - a bérházat B. Bak Lajos és neje építtette a 19. század utolsó éveiben.
- Benigni-palota  (a Szamos hídelvi, bal partján, jobboldalt) - az első bérház volt a Szamos hídelvi oldalán. 1891-ben épült. Benigni Sámuel mészáros építtette. Később Élián Viktor borkereskedőről nevezték Élián-palotának is, mivel az első világháború után ő szerezte meg családja számára.
- Astoria - az egykori szálloda az 1910-es években épült szecessziós stílusban. 1990-ben a Kereskedelmi és Iparkamara vette birtokba.
- Uránia - a korszerű mozgóképszínházzal rendelkező bérház az 1910-es évek elején épült. Az időközben többször átépített mozi a 2000-es évek első feléig működött.
- Első Magyar Általános Biztosító vagy Metropol - 1905-ben épült a biztosító számára. A földszintjén kávézó működött, majd rövid ideig szövetraktár volt. Az 1960-as években helyiségeiben nyílt meg a Metropol étterem, amely az 1990-es évek első feléig működött. Földszinti helyiségeiben ma is vendéglátóipari egységek működnek, emeletein bérlakások találhatók.
- Zsidótemplom vagy neológ zsinagóga - jelenleg az egyetlen működő zsinagóga a városban, egyúttal a haláltáborokban elpusztult észak-erdélyi zsidóság emléktemploma.
- Marianum - Kolozsvár hajdani katolikus leánynevelő intézete, illetve ennek az épülete. Az épületben jelenleg a Babeș–Bolyai Tudományegyetem bölcsészkara működik.
- Hídelvei református templom - 1897-1898-ban épült eklektikus stílusban.
- Református kórház - 1933-ban nyílt meg. Ma a mentőszolgálat működik benne.
- Vasútállomás - 1902-ben épült Pfaff Ferenc tervei alapján. Az előző, fából készült indóház építését és az első vasúti sínek lefektetését 1869. január 7-én kezdték el.

## Tömegközlekedés
A Hídelve tömegközlekedés szempontjából legforgalmasabb útvonala a Ferenc József út (ma Horea), illetve a város egyik legforgalmasabb tömegközlekedési csomópontja a vasútállomás előtti tér (egykor Baross Gábor nevét viselte, ma Piața Gării).

## Ajánlott irodalom
- Diószegi Anna: Életem története. Székelyudvarhely: Erdélyi Gondolat Könyvkiadó. 2001.  ISBN 973-9269-62-1
- Tatár Zoltán: A Békástól Lupsáig. Kolozsvár: Kalauz Kiadó. 2008.  (a katalógusokban formailag hibás ISBN-nel szerepel) ISBN 973-85583-2-9
- Tatár Zoltán: Kincses külvárosom. Kolozsvár: Kalauz Kiadó. 2005.   (a katalógusokban formailag hibás ISBN-nel szerepel) ISBN 973-85583-2-9